# Rider.Shadow.Wolf
Rider.Shadow.Wolf är en singel av Magnolia Electric Co., utgiven 2009. Singelns A-sida, "Rider.Shadow.Wolf", skiljer sig från bandets övriga produktion genom sitt surfrockiga sound. Låten spelades in av Steve Albini i anslutning till studiosessionerna för albumet Josephine. B-sidan, "Josephine", är en tidig inspelning gjord i samband med studiosessionerna för Molina & Johnson. På låten medverkar bl.a. Will Johnson. Låten kom emellertid aldrig med på Molina & Johnson, utan spelades in på nytt och togs med på albumet Josephine.

## Låtlista

### A-sida
1. "Rider.Shadow.Wolf" - 3:20

### B-sida
1. "Josephine" - 3:33